# Pula (stacja kolejowa)
Pula – stacja kolejowa w Puli, w żupanii istryjskiej, w Chorwacji. Wybudowana w 1876 roku. Budynek dworca znajduje się u podnóża Monte Ghiro na brzegu Zatoki. Dworzec łączy funkcje pasażerskie i towarowe. W ostatnich latach ruch na stacji zmniejszył się ze względu na odcięte Istrii od reszty sieci kolejowej Chorwacji, które miały miejsce po uzyskaniu niepodległości Chorwacji i Słowenii.